# Wydział Leśny Uniwersytetu Przyrodniczego w Poznaniu
Wydział Leśny Uniwersytetu Przyrodniczego w Poznaniu – jeden z ośmiu wydziałów Uniwersytetu Przyrodniczego w Poznaniu. 
Jego siedziba znajduje się przy ul. Wojska Polskiego 28  w Poznaniu. 
W 1919 rozpoczął działalność uniwersytet, nazwany początkowo Wszechnicą Piastowską, a potem Uniwersytetem Poznańskim. Jego częścią integralną był Wydział Rolniczo-Leśny. Zajęcia na Wydziale rozpoczęły się już w październiku 1919. Wtedy też założono Ogród Dendrologiczny, w 1920 zakupiono Kolegium Rungego, a w 1937 zrealizowano Collegium im. Cieszkowskich. Dynamiczny rozwój naukowy i materialny Wydziału mimo wybuchu II wojny światowej, pozwolił kształcić swych studentów od 1942 na tajnym Uniwersytecie Ziem Zachodnich.
17 listopada 1951 na podstawie rozporządzenia Rady Ministrów utworzono Wyższą Szkołę Rolniczą na bazie wydzielonych z Uniwersytetu Poznańskiego wydziałów: Rolnego ze Studium  Ogrodniczym i Leśnego. Wyższą Szkołę Rolniczą powołano 1 stycznia 1952, przeniesiono do niej wspomniane wydziały wraz ze studentami oraz pracownikami.

## Struktura
- Katedra Botaniki Leśnej
- Katedra Ekonomiki Leśnictwa
- Katedra Entomologii Leśnej
- Katedra Fitopatologii Leśnej
- Katedra Łowiectwa i Ochrony Lasu
  - Zakład Łowiectwa
  - Zakład Ochrony Lasu
- Katedra Hodowli Lasu
  - Zakład Selekcji, Nasiennictwa i Szkółkarstwa Leśnego
  - Zakład Techniki Hodowli Lasu
- Katedra Inżynierii Leśnej
- Katedra Techniki Leśnej
- Katedra Siedliskoznawstwa i Ekologii Lasu
  - Zakład Ekologicznych Podstaw Hodowli Lasu
  - Zakład Siedliskoznawstwa Leśnego
- Katedra Urządzania Lasu
  - Zakład Dendrometrii i Produkcyjności Lasu
  - Zakład Urządzania Lasu
- Katedra Użytkowania Lasu

## Kierunki studiów
Leśnictwo
- I stopień – inżynier
- II stopień – magister o specjalności:
  - Gospodarka Leśna
  - Gospodarka Leśna z Łowiectwem
  - Gospodarka Leśna z rynkiem drzewnym

Ochrona przyrody
- II stopień – magister

Rada Wydziału Leśnego ma uprawnienia do nadawania stopnia naukowego doktora (od 1956 roku) i doktora habilitowanego (od 1965 roku) w dziedzinie nauk leśnych.

## Władze
Dziekan: Prof. dr hab. Piotr Łakomy 

Prodziekan ds. Studiów Stacjonarnych: Dr hab. Cezary Beker

Prodziekan ds. Nauki i Rozwoju Wydziału: Dr hab. Tomasz Jelonek 

Prodziekan ds. Studiów Niestacjonarnych: Dr hab. Robert Kuźmiński

Prodziekan ds. finansów Prof. UPP dr hab. Krzysztof Adamowicz